# العكدة (الظهار)

تعديل مصدري - تعديل

العكدة محلة تابعة لقرية بيوت العدن، التابعة لعزلة الحوج القبلي بمديرية الظهار إحدى مديريات محافظة إب في الجمهورية اليمنية.، بلغ تعداد سكانها 262 حسب تعداد اليمن لعام 2004.